# Ньютон-Эббот
Ньютон-Эббот или Нью́тон-А́ббот (англ. Newton Abbot) — город в Великобритании в графстве Девон.

## География
Город Ньютон-Эббот находится на крайнем юго-западе Англии, в графстве Девон, в 30 километрах на юго-запад от города Эксетер. Административный центр округа Тинбридж. Численность населения Ньютон Эббота составляет 23 580 человек (на 2001 год).

## История
Территория Ньютон-Эббота была заселена человеком ещё во времена неолита. Впоследствии здесь было создано римское поселение (сделаны археологические находки, в том числе монеты). Нынешний город был образован возле еженедельного местного рынка между 1247 и 1251 годами. В 1300 году поселение получило современное название. В позднее Средневековье и в Новое время, вплоть до XIX столетия, основой городских доходов были производство и торговля шерстью и кожами.

## Города-партнёры
- Безигхайм
- Аи